# Penanggapan
Penanggapan is een bestuurslaag in het regentschap Brebes van de provincie Midden-Java, Indonesië. Penanggapan telt 7647 inwoners (volkstelling 2010).